# Померли в червні 2013
|  | Службовий список статей, створений для координації робіт з розвитку теми. Це попередження не встановлюється на інформаційні списки і глосарії. |

Це список значимих людей, що померли 2013 року, упорядкований за датою смерті. Під кожною датою перелік в алфавітному порядку за прізвищем або псевдонімом.
Смерті значимих тварин та інших біологічних форм життя також зазначаються тут.
Типовий запис містить інформацію в такій послідовності:
- Ім'я, вік, країна громадянства і рід занять (причина значимості), встановлена причина смерті і посилання.

## Червень
24
- Дулуман Євграф Каленикович, 85, доктор філософських наук.
- Нестерчук Вадим Володимирович, 42, український гонщик.

23
- Свергун Ігор Миколайович, 47, український (радянський) альпініст.

22
- Шестопалов Валентин Микитович, 65, народний артист України.

19
- Дьюла Горн, 80, угорський державний і політичний діяч[1].

18
- Ячейкін Юрій Дмитрович, 79, український письменник.

16
- Моріс Надо, 102, французький літературний критик, історик словесності, видавець.

15
- Кеннет Геддес Вільсон, 77, американський фізик, лауреат Нобелівської премії з фізики 1982 року.

12
- Арканова Валентина Федорівна, 79, оперна співачка, народна артистка України.  [Архівовано 5 березня 2016 у Wayback Machine.]
- Кімура Джіроемон, 116, найстаріша людина світу.
- Михайло Каша, 92, видатний американський хімік (хімічна фізика), педагог.

11
- Роберт Фоґель, 86, американський економіст, лауреат Нобелівської премії 1993 р.
- Кристианс Пельш, 20, латвійський хокеїст, нападник.

10
- Ганущак Василь Дмитрович, 64, український поет.

9
- Ієн Бенкс, 59, шотландський письменник.

8
- Бялик Микола Іванович, 61, Герой України
- Йорам Канюк, (83), ізраїльський письменник, художник, журналіст і театральний критик.

7
- П'єр Моруа, 84, французький політик, член Соціалістичної партії, колишній прем'єр-міністр Франції.
- Донна Гартлі, 58, британська легкоатлетка, олімпійська медалістка.

6
- Естер Вільямс, 91, американська плавчиня, акторка та сценаристка.
- Джером Карлі, 94, американський фізико-хімік, лауреат Нобелівської премії з хімії 1983 року.

4
- Гаврюшенко Атталія Матвіївна, 86, українська режисерка та акторка.

2
- Тогрул Наріманбеков, (82), азербайджанський художник.

1
- Зеленецький Володимир Серафимович, 76, український вчений-правознавець[2].